# Экономика Боснии и Герцеговины
Босния и Герцеговина — среднеразвитое аграрно-индустриальное государство. Экономика Боснии и Герцеговины занимает одно из последних мест в Европе по величине ВВП. Размер ВВП в 2019 году по оценке МВФ составил 20,720 млрд долл США.

## Валовый внутренний продукт
| Год  | Валовый внутренний продукт (тыс. конв. марках) Архивная копия от 30 мая 2019 на Wayback Machine | ВВП на душу населения (конв. марок) | ВВП на душу населения (долларах США) |
| ---- | ----------------------------------------------------------------------------------------------- | ----------------------------------- | ------------------------------------ |
| 2007 | 23 482 559                                                                                      | 6110,48                             | $4279                                |
| 2008 | 26 256 477                                                                                      | 6834,07                             | $5141                                |
| 2009 | 26 005 095                                                                                      | 6766,87                             | $4821                                |
| 2010 | 26 075 156                                                                                      | 6785,10                             | $4603                                |
| 2011 | 26 931 046                                                                                      | 7013,29                             | $4992                                |
| 2012 | 27 563 984                                                                                      | 7185,61                             | $4723                                |
| 2013 | 28 189 164                                                                                      | 7356,25                             | $4994                                |
| 2014 | 28 197 628                                                                                      | 7367,42                             | $5007                                |

## Внешняя торговля
| Внешнеторговый оборот (в тыс. конвертируемых марках) Архивная копия от 30 мая 2019 на Wayback Machine | Внешнеторговый оборот (в тыс. конвертируемых марках) Архивная копия от 30 мая 2019 на Wayback Machine | Внешнеторговый оборот (в тыс. конвертируемых марках) Архивная копия от 30 мая 2019 на Wayback Machine | Внешнеторговый оборот (в тыс. конвертируемых марках) Архивная копия от 30 мая 2019 на Wayback Machine |
| Год                                                                                                   | Экспорт                                                                                               | Импорт                                                                                                | Сальдо                                                                                                |
| --- | --- | --- | --- |
| 2007                                                                                                  | 6 110 820                                                                                             | 12 728 335                                                                                            | - 6 617 515                                                                                           |
| 2008                                                                                                  | 6 851 447                                                                                             | 15 136 742                                                                                            | - 8 285 295                                                                                           |
| 2009                                                                                                  | 6 201 956                                                                                             | 12 086 332                                                                                            | - 5 884 376                                                                                           |
| 2010                                                                                                  | 7 532 260                                                                                             | 13 005 289                                                                                            | - 5 473 029                                                                                           |
| 2011                                                                                                  | 8 403 440                                                                                             | 14 637 143                                                                                            | - 6 233 703                                                                                           |
| 2012                                                                                                  | 8 434 289                                                                                             | 14 635 390                                                                                            | - 6 201 101                                                                                           |
| 2013                                                                                                  | 8 991 393                                                                                             | 14 501 459                                                                                            | - 5 510 066                                                                                           |
| 2014                                                                                                  | 9 257 165                                                                                             | 15 535 968                                                                                            | - 6 278 803                                                                                           |

Географическое распределение внешней торговли Боснии и Герцеговины (на 2014 год):
- Страны ЕС — 64,0 % (10,7 млрд долларов).
- Россия — 5,5 % (0,9 млрд долларов)
- Китай — 5,5 % (0,9 млрд долларов)
- Турция — 3,3 % (0,6 млрд долларов)
- Страны Америки — 3,3 % (0,6 млрд долларов)
- Страны Африки — 0,8 % (0,1 млрд долларов)

## Сельское хозяйство
Доля сельского хозяйства Боснии и Герцеговины в ВВП страны по оценкам в 2012 году составила 7,4 %. В 2008 году в отрасли работало 20,5 % работоспособного населения страны. В Боснии и Герцеговине возделывают пшеницу, кукурузу, фрукты и овощи, выращивают сельскохозяйственных животных. В 2011 году площадь сельскохозяйственных земель составляла 2151 тыс. га, из которых на пахотные земли приходилось 1107 тыс. га, на луга и пастбища — 1044 тыс. га.

### Зерновые культуры
В 2013 году в Боснии и Герцеговине пшеницей было засеяно 62 тыс. га площадей (так же, как и в прошлом году), кукурузой — 176 тыс. га (по сравнению с 2012 годом на 10 % меньше). В 2012 году было собрано 208 тыс. тонн пшеницы и 500 тыс. тонн кукурузы.

### Фрукты
В 2011 году количество фруктовых деревьев в стране оценивалось в 30 млн, ежегодное производство фруктов — в 320 тыс. тонн. Но при этом в страну ежегодно импортируются фрукты и продукты переработки на сумму 100 млн долл. Промышленная переработка фруктов включает преимущественно производство сухофруктов, соковых концентратов и джемов. В данной отрасли работает два крупных производителя (Vegafruit, Мала Брижесница и Vitaminka, Баня-Лука), которые производят из фруктов и овощей порядка 25 тыс. тонн продукции в год.

### Табак
Табак выращивают в Герцеговине, Посавине и Семберии. В соответствии с принятым в 2010 году Законом о табаке (Zakon o duvanu Bosne i Hercegovine) в стране производят 3 сорта табака: Virdžinija, Berlej и Hercegovački ravnjak. Производство табака постоянно снижается: так в 2007 году было засеяно 2313 га площадей, а в 2012 году — 1545 га; в 2007 году было собрано 3269 тонн, а в 2012 году — 1494 тонны. Снижение производства табака связано с изменением климатических условий и невозможностью применения современных методов ведения сельского хозяйства.
Негативная тенденция наметилась также и в табачной промышленности: в 2005 году доля произведённых табачных изделий составила 2,7 % от общего объёма промышленного производства, а в 2010 году — 1,3 %. Данные изменения также повлияли на занятость в табачной промышленности: доля занятых в отрасли в период с 2006 по 2010 год снизилась с 0,25 % до 0,12 % в Федерации Босния и Герцеговина, а в Республике Сербской — до 0,08 % от общего числа занятых. В Боснии и Герцеговине работают две табачные фабрики: в Сараево и Баня-Луке, доля которых на внутреннем рынке уменьшается с каждым годом.

## В составе СФРЮ

### Промышленность
К 1960-м годам на Боснию и Герцеговину приходилось 99 % добычи железной руды и 100 % производства кокса, 40 % добычи угля, 2/3 производства чугуна и 50 % выплавки стали всей Югославии. Босния и Герцеговина занимала первое место в Югославии по лесопромышленному производству и играла заметную роль в химической отрасли (в годы СФРЮ только в Боснии и Герцеговине имелось производство соды (Лукавац) и хлора).
Тяжёлая промышленность располагалась преимущественно на востоке Боснии, между реками Сава, Дрина и Босна. На юге этого района, к северу и северо-западу от Сараево, на крупных буроугольных шахтах добывалась большая часть угля Югославии. Добыча бурого угля и лигнита велась в районах Тузлы, Зеницы, Какани, Брезы, Бановичей и др.
Здесь же располагались железные рудники Вареш и Любия и марганцевый рудник, тепловые электростанции. В Боснии и Герцеговине располагался главный центр чёрной металлургии Югославии — город Зеница, где имеется комбинат с полным циклом металлургического производства. В Боснии и Герцеговине было ещё два металлургических завода: старый завод в городе Вареш и новый завод в городе Ильяш. Велась добыча бокситов, которые преимущественно перерабатывают на алюминиевых заводах в Мостаре и Зворнике.
К концу 1950-х годов в Герцеговине на реке Неретве, в районе города Ябланица была пущена в эксплуатацию самая мощная на тот момент ГЭС в Югославии. В Боснии и Герцеговине было сосредоточено 2/5 всех гидроэнергетических ресурсов СФРЮ.
На юге Боснии и Герцеговины, где имеется дешёвая энергия, производимая гидроэлектростанциями на реках Неретва и Врбас, были созданы предприятия электрохимической промышленности (Яйце) и алюминиевый завод. Производство кокса велось на заводах в Зенице и Лукаваце. В Горажде располагалась фабрика по производству азотных удобрений.
Продукция лесопромышленного комплекса Боснии и Герцеговины шла как на внутреннее потребление в СФРЮ, так и на экспорт. Крупные лесопильные заводы располагались преимущественно в западной и центральной части страны: Завидовичи (фабрика монтажных домов), Баня-Лука, Сараево, Дрвар. Общеюгославское значение имело производство табака в Боснии и Герцеговине, которое происходило на четырёх относительно крупных фабриках — в Сараево, Баня-Луке, Травнике и Мостаре.
Босния и Герцеговина занимала 1-е место в СФРЮ по производству целлюлозы, фабрики целлюлозы располагались в Приедоре, Баня-Луке, Маглае и Дрваре.
В стране имелось машиностроение, пищевая и лёгкая промышленность. 

### Сельское хозяйство
Сельское хозяйство — главная отрасль хозяйства Боснии и Герцеговины, даже несмотря на неплодородные почвы. Основные культуры — табак, сахарная свекла, кукуруза и пшеница. Выращиваются фрукты (сливы). Есть овцеводство. Добывается древесина горных лесов. Основные партнёры — Хорватия, Германия, Италия, Словения.
В долинах рек Савы и Дрины имелись большие посевы кукурузы, а также пшеницы, ячменя и овса; в горах сеяли рожь и просо. Из технических культур большое значение в Боснии и Герцеговине имел табак, посевы которого были на юге Герцеговины. На севере Боснии, по долинам рек Савы, Дрины, Врбаса, Босны и Уны и в предгорьях располагался важнейший район садоводства Югославии. На Боснию и Герцеговину приходилось около 40 % сбора сливы в СФРЮ. На юге Боснии и Герцеговины преобладают южные фрукты (инжир, миндаль, оливковое дерево). В стране было развито виноградарство (лучшие виноградники располагались у Мостара и Столаца).
Во многих районах Боснии и Герцеговины основным источником существования населения оставалось животноводство, которое преимущественно было представлено повсеместным разведением овец и коз. В северных районах и по долинам рек разводился крупный рогатый скот, по поголовью которого Босния и Герцеговина, в рамках СФРЮ, уступала лишь Сербии. 

### 1990-е годы

#### Общие показатели
Уровень безработицы в стране достиг максимума со времён Второй мировой войны. На 85 % сократилось промышленное производство, общий материальный ущерб составил, по различным сведениям, от 20 до 80 миллиардов долларов.
ВВП страны к 1998 сократился более чем на 75 %. 
Восстановление экономики Боснии и Герцеговины происходило главным образом в рамках международной программы реконструкции, по которой с 1996 по 2000 планировалось выделить 5,1 млрд долларов.
ВВП Боснии и Герцеговины к 2000 году составил 6,5 млрд долларов (в 1999 — 6,2 млрд долларов); а ВВП на душу населения — 1770 долларов. В структуре ВВП в 1996 году преобладала сфера услуг, которая составляла 58 %; доля промышленности — 23 %; сельского хозяйства — 19 %. Хотя ВВП страны растёт достаточно быстро (в 1996 — 50 %, в 1997 — 37 %, в 1998 — 28 %, в 2000 — 8 %), довоенный уровень до сих пор не достигнут. Уровень инфляции в 2000 составил 8 % (в 1997 — 5 %). 

#### Промышленность
Постепенно в стране восстанавливаются предприятия добывающей, металлургической, нефтеперерабатывающей отрасли, растёт производство в текстильной промышленности, комплектующих для автомобилей, авиационной промышленности и бытовых приборов. К началу 2000 при поддержке немецкой компании Фольксваген и чешской Шкоды было запущено производство автомобилей, которые из-за своей невысокой стоимости пользуются спросом в соседних странах. 

#### Сельское хозяйство
В сельском хозяйстве используется 1/2 территории, 50 % из которых обрабатывается (используется под пашню, огороды, виноградники, сады); остальные 50 % были заняты под горными пастбищами и лугами. Основными сельскохозяйственными культурами Боснии и Герцеговины остаются табак, кукуруза, пшеница и сахарная свекла. На севере Боснии и Герцеговины на границе с Сербией располагается главный район выращивания фруктов. В животноводстве преобладает разведение овец и коз, на севере страны — крупного рогатого скота. 

## Транспортная система

### Речная сеть
Основу речной сети Боснии и Герцеговины составляют правые притоки Савы, открывающие проход к Среднедунайской низменности, и долина Неретвы, обеспечивающая выход к Адриатическому морю. По Саве открыт водный путь в Хорватию, но пользуются им редко. На Саве располагаются порты: Градишка, Брод, Шамац, Брчко, Орашье.

### Автомагистрали
Через Боснию и Герцеговину проходит автомагистраль A1. Она является самым длинным участком Европейского маршрута E73, соединяющего Центральную Европу с Адриатическим морем. Также через страну пролегают Европейские маршруты E661, E761, E762. Всего на территории Боснии и Герцеговины проложено 22 926 км дорог, в том числе с твёрдым покрытием — 19 426 км, с грунтовым покрытием — 3 500 км.

### Железнодорожный транспорт
На территории Боснии и Герцеговине проложен 601 км железнодорожных путей с шириной колеи 1435 мм, включая 392 км электрифицированных путей. Железнодорожную сеть страны обслуживают две компании: на территории Республики Сербской — Željeznice Republike Srpske (ŽRS), а на территории Федерации Босния и Герцеговина — Željeznice Federacije Bosne i Hercegovine (ŽFBH).

### Авиация
В Боснии и Герцеговины располагается 24 аэропорта, в том числе с твёрдым покрытием — 7, с грунтовым покрытием — 17, а также 6 вертолётных площадок. В стране действуют 4 международных аэропорта: Баня-Лука, Мостар, Сараево и Тузла.

### Трубопроводы
По территории страны проложено 147 км газопровода и 9 км нефтепровода.

## Бедность
В 2011 году в Боснии и Герцеговине по оценкам численность населения составляла 3,8 млн человек, из которых около 700 тысяч находились за чертой бедности. В стране бедными признавались те граждане, чей ежемесячный доход не превышал 120 евро. Ежедневные расходы на еду не превышали 1,5 евро на человека, что позволяло приобрести лишь хлеб и молоко. Примерно 20 тысяч человек влачат фактически нищенский образ жизни. Они не имеют средств к существованию и вынуждены довольствоваться одним приёмом пищи в день, который им обеспечивают муниципальные власти через сеть так называемых «народных кухонь». Помимо этого около половины населения Боснии и Герцеговины, включая 1 миллион пенсионеров и безработных, жили на границе бедности.

## Трудовые ресурсы и занятость
Самая большая проблема (как и в других еще относительно бедных странах Европы: Украине, Белоруссии и т.д.), увеличивающийся с каждым годом дефицит трудоспособной рабочей силы, и рост количества пенсионеров, в связи с низкой рождаемостью и высокой эмиграцией населения в другие, более богатые, страны мира. Особенно сложная ситуация с растущим демографическим кризисом во многих развивающихся странах Европы и Азии: Боснии и Герцеговине, Молдавии, Белоруссии, Украине, России, Китае, Таиланде, и т.д. В этих стран обычный демографический кризис свойственный развитым странам усугубляться, часто ещё большим уменьшением официально работающей доли трудоспособного населения, в связи с обширной неформальной, теневой экономикой, ещё более низкой рождаемостью, ещё большей безработицей, ещё большем ростом пенсионеров в связи с меньшими здоровыми годами активной трудоспособной жизни, что вкупе с активной эмиграции молодого, экономически активного и самого трудоспособного населения в более богатые страны мира, приводит к замедлению экономического роста стран, и как следствия к замедлению роста зарплат и уровня жизни в странах, что в свою очередь замедляет сближение уровня жизни в развивающихся странах к уровню жизни развитых. Богатые развитые страны Европы и Азии, часто решают проблему демографического кризиса, просто увеличивая квоты на ввоз большего числа иностранной рабочей силу, что в свою очередь бедные, экономические не привлекательный, как для квалифицированной, так и не квалифицированной иностранной рабочей силы, развивающиеся страны себе позволить не могут. Как пример, экономика Боснии и Герцеговины может столкнуться с широко обсуждаемой проблемой, Босния и Герцеговина может постареть быстрее, чём её население разбогатеет, что может привести к замедлению роста уровня жизни в Боснии и Герцеговине и сближения её по зарплатам с другими развитыми и богатыми экономками Азии и Европы: Японией, Республикой Корея, Китайской Республикой, Швейцарией, Германией, Францией, Норвегией, Словенией и т.д. В худшем случае это может привести к экономическому застою, подобному японскому, наблюдаемому в Японии уже два десятилетия. Но с учётом, что Япония является экономически развитой, богатой страной, с высокими зарплатами, а Босния и Герцеговина лишь развивающейся.

## Доходы населения
Минимальный размер оплаты труда нетто на 2017 год составил 406 марок в Федерации Боснии и Герцеговины, что составляет 207 евро и 395 марок в Республике Сербской, что составляет 202 евро. С 1 января 2017 года минимальный размер оплаты труда нетто в Федерации Боснии и Герцеговины составляет 410 марок (207,90 евро). С 1 июня 2021 года минимальный размер оплаты труда нетто в Республике Сербской составляет 540 марок (276,43 евро). Средний размер оплаты труда брутто в Республике Сербской по состоянию на апрель 2021 года составляет 1518 марок (776,96 евро), а нетто — 978 марки (500,57 евро). Средний размер оплаты труда брутто в Боснии и Герцеговине по состоянию на март 2021 года составляет 1548 марки (792,50 евро), а нетто — 996 марки (509,90 евро). С 1 января 2022 года минимальный размер оплаты труда нетто в Федерации Боснии и Герцеговины составляет 543 марки (277,71 евро). С 1 января 2022 года минимальный размер оплаты труда нетто по закону должен составлять 55 % от средней нетто зарплата в период с января по сентябрь 2021 года - 543 марки нетто (277,71 евро). С 1 января 2022 года минимальный размер оплаты труда нетто в Республике Сербской составляет 590 марок (301,97 евро). С 1 января 2023 года минимальный размер оплаты труда нетто в Федерации Боснии и Герцеговины составляет 596 марок (305,36 евро). С 1 января 2023 года минимальный размер оплаты труда нетто в Республике Сербской составляет 700 марок (358,64 евро). С 1 января 2024 года минимальный размер оплаты труда нетто в Республике Сербской составляет 900 марок (463,35 евро). С 1 января 2024 года минимальный размер оплаты труда нетто в Федерации Боснии и Герцеговины составляет 619 марок (316,32 евро). С 1 января 2025 года минимальный размер оплаты труда нетто в Федерации Боснии и Герцеговины составляет 1000 марок (511,02 евро).

## Энергетика
Суммарные запасы энергоносителей оцениваются в размере 1,661 млрд тут (в угольном эквиваленте). На конец 2019 года электроэнергетика страны в соответствии с данными EES EAEC  характеризуется следующими показателями. Установленная мощность – нетто электростанций - 4485 МВт, в том числе: тепловые электростанции, сжигающие органическое топливо (ТЭС) - 47,6  % ,  возобновляемые источники энергии (ВИЭ) - 52,4 %.   Производство электроэнергии-брутто - 17493 млн. кВт∙ч , из которого:  ТЭС - 63,1 % , ВИЭ - 36,9 %.   Конечное  потребление  электроэнергии  -  10993 млн. кВт∙ч, в том числе: промышленность - 33,6  %,  транспорт - 0,5 %, бытовые потребители -  43,0 %, коммерческий сектор и предприятия общего пользования -  22,4  %, сельское, лесное хозяйство и рыболовство - 0,5 %. Показатели энергетической эффективности за 2019 год:  душевое потребление валового внутреннего продукта по паритету покупательной способности (в номинальных ценах) - 14775 долларов, душевое (валовое) потребление электроэнергии - 3149 кВт∙ч, душевое потребление электроэнергии населением - 1354 кВт∙ч. Число часов использования установленной мощности-нетто электростанций - 3655 часов